# سیارک ۱۰۱۰۵
سیارک ۱۰۱۰۵ (به انگلیسی: 10105 Holmhallar، نامگذاری:1992EM12) ده هزار و صد و پنجمین سیارک کشف شده‌است که در ۶ مارس ۱۹۹۲ کشف شد.
قدر مطلق سیارک برابر ۱۳٫۴۰ است.